# Paul Abbott
 (décembre 2016).
Si vous disposez d'ouvrages ou d'articles de référence ou si vous connaissez des sites web de qualité traitant du thème abordé ici, merci de compléter l'article en donnant les références utiles à sa vérifiabilité et en les liant à la section « Notes et références ».
En pratique : Quelles sources sont attendues ? Comment ajouter mes sources ?
Pour les articles homonymes, voir Abbott.
Paul Abbott, né le 22 février 1960, est un scénariste et producteur de la télévision britannique, récipiendaire des BAFTA. Paul Abbott est l'un des scénaristes britanniques connaissant le plus de succès, que ce soit par la critique ou commercialement grâce à la popularité de plusieurs de ses séries telles que Coronation Street, Cracker ou Shameless, sa dernière création. Il est également responsable de la création de certaines des séries les plus encensées des années 1990 et 2000 avec Reckless et Touching Evil pour ITV ou Clocking Off et State of Play pour la BBC,.

## Biographie
Paul Abbott est le septième des huit enfants d'une famille dysfonctionnelle de Burnley,. Dans sa neuvième année, sa mère quitte le domicile familial pour vivre avec un autre homme ayant également un enfant de l'âge de Paul.  Son père, que Paul Abbott décrit comme un paresseux (bone idle) part également deux ans plus tard, obligeant sa mère à entretenir la famille en cumulant trois emplois tandis que la fratrie se retrouve sous la responsabilité de la sœur aînée de 17 ans et enceinte.  Son père ne réclama pas d'allocation familiale par peur de signaler aux services sociaux leur abandon. Bien qu'absentéiste compulsif, Abbott cite son professeur d'anglais à la Barden High School comme ayant eu une influence positive sur sa personne.
À l'âge de 11 ans, il fut violé par un inconnu, le poussant à tenter un suicide en sautant du toit d'un garage à plusieurs niveaux,. Deux ans plus tard, après une nouvelle tentative, il fut hospitalisé sans son consentement dans un établissement psychiatrique pour un temps puis volontairement. À sa sortie, il est placé en famille d'accueil, une famille de la classe ouvrière mieux réglée que la sienne avec deux adultes employés et avec télévision et voiture, ce qui constituait une nouvelle expérience pour Paul Abbott. Au même moment, il entame la dernière partie de ses études secondaires (Sixth form (en)) et commence à assister aux réunions du cercle des écrivains de Burnley après avoir vu une de leurs affiches à la bibliothèque municipale. Paul Abbott s'inscrit en 1980 en psychologie à l'université de Manchester mais décide de la quitter pour se concentrer sur l'écriture lorsqu'une de ses pièces radiophoniques est acceptée par la  BBC.

## Carrière
Paul Abbott participa, à l'âge de 22 ans, au concours de la fiction Radio Times avec un préalable :  obtenir le parrainage d'un professionnel. Ayant obtenu par un contact l'adresse d'Alan Bennett, il envoya un scénario à celui-ci qui le considéra comme parfaitement acceptable et le parraina. Son travail de théâtre radiophonique pour BBC Radio 4 attira l'attention des producteurs de Granada Television qui l'engagèrent, à 24 ans, comme chef scénariste pour le feuilleton Coronation Street. Il devint ainsi la personne la plus jeune à occuper un tel poste pour le programme.
Il travailla sur Coronation Street durant huit années, passant en 1989 de chef scénariste à auteur. Il travailla également sur d'autres programmes pour Granada : en 1988, il coécrit avec son collègue Kay Mellor — auteur de Coronation Street —,  un épisode de l'anthologie Dramarama. La même année, le duo écrit le feuilleton Children's Ward qui couru sur plusieurs années — Paul Abbott contribuant régulièrement jusque 1992 avant de revenir brièvement en 1996. 
En 1994, il officia comme producteur pour la deuxième saison de la série Cracker, consacrée au travail d'un criminologue joué par Robbie Coltrane. L'année suivante, il passa à l'écriture des scénarios de plusieurs épisodes de la série. En 1997, il connut son premier succès avec une série policière de sa création, Touching Evil, avec Robson Green dans la distribution et qui connut deux séries dérivées — auxquelles Paul Abbott ne contribua pas. En 2004, USA Network réalisa une nouvelle version de la série.
Après avoir écrit une autre série avec Robson Green comme principal acteur, Reckless et quelques autres productions de Granada, il commença à collaborer en 1999 avec une compagnie de production indépendante : Red Production Company (en). Il contribua à un épisode de leur anthologie Love in the 21st Century, diffusée sur Channel 4, et, en 2000, leur créa la série Clocking Off diffusée sur BBC One. Se déroulant dans une usine du Lancashire, la série se focalise sur un membre différent de l'équipe à chaque épisode. La première des quatre saisons a obtenu le British Academy Television Award de la meilleure série télévisée dramatique et son équivalent pour les récompenses de la  Royal Television Society ; Paul Abbott fut personnellement récompensé du prix de la RTS pour le meilleur scénariste.
En 2001, il créa pour Red Production une autre série diffusée sur BBC One, la comédie Linda Green (en) ; du fait d'un succès moindre, elle ne connue que deux saisons avant d'être annulée. En 2000, il devait adapter le roman Amants & fils de  D. H. Lawrence dans une mini-série en quatre mais se retira du fait d'obligations familiales.
L'année 2002 vit Paul Abbott s'essayer à un nouveau genre avec le thriller politique Jeux de pouvoir réalisé par David Yates et produit pour la BBC par Hilary Bevan-Jones. À la fin de l'année 2003, Abbott et Bevan-Jones fondèrent leur propre société de production, Tightrope Pictures, basée dans le quartier londonien de Soho.
Au début de 2004, Channel 4 diffusa Shameless', la nouvelle série d'Abbott très librement inspirée de son expérience et de sa vie familiale lors de sa jeunesse à Burnley, quoique l'action du programme soit située de nos jours à Manchester. En 2006, aux British Academy Television Awards, le prix Dennis Potter pour une écriture remarquablez à la télévion lui fut accordé. En juillet de la même année, Radio Times le plaça n°5 de son classement des professionnels les plus influents de la création pour la télévision ; mais le premier des scénaristes.
Tightrope Pictures a produit plusieurs pièces à grande notoriété pour la BBC comme Rencontre au sommet écrite par Richard Curtis's et réalisée par David Yates pour BBC One en 2005) et une adaptation du roman To the Ends of the Earth de William Golding's (BBC Two, 2005).
En juillet 2006, il est annoncé que l'université de Salford a nommé Paul Abbott comme professeur invité tandis que  l'université métropolitaine de Manchester lui accordait un  doctorat honoris causa. En novembre 2006, notamment devant le maire et la maire de la cité de Salford, Paul Abbott donna une conférence intitulée « The 21st Century Box » porte sur les transformations de la télévision et fournit « les premiers secours aux fabricants de la télévision » (« first aid for British television makers »). En 2013, le Dr Beth Johnson, de l'université de Leeds, publie (aux Manchester University Press) le premier ouvrage académique étudiant  l'œuvre d'Abbott. En 2015, Paul Abbott reçoit un second doctorat honoris causa de l'université de Keele. En mai 2015, Channel 4 diffuse la première saison de la dernière création d'Abbott, une série policière :  No Offence.

## Crédits comme auteur
| Production                      | Notes | Diffuseur    |
| ------------------------------- | --- | ------------ |
| Dramarama                       | - "Blackbird Singing in the Dead of Night" (1988) | ITV          |
| Children's Ward                 | - 32 épisodes (1989–1992) | ITV          |
| Coronation Street               | - 7 épisodes (co-auteur ?, 1987–1989), 8 épisodes (1991–1993)                                                                                              | ITV          |
| Medics                          | - « Born Losers » (1995) | ITV          |
| Cracker                         | - « Best Boys: Part 1 » (1995) - « Best Boys: Part 2 » (1995) - « True Romance: Part 1 » (1995) - « True Romance: Part 2 » (1995) - « White Ghost » (1996) | ITV          |
| Reckless                        | - 6 épisodes (1997) | ITV          |
| Touching Evil                   | - 16 épisodes (1997–1999) | ITV          |
| Police 2020                     | - Pilote d'une série mort-née (1997) | ITV          |
| Reckless: The Sequel            | - Téléfilm (1998) | ITV          |
| Butterfly Collectors            | - Téléfilm (1999) | ITV          |
| Cracker: Mind Over Murder       | - « First Love: Part 1 » (1999) - « First Love: Part 2 » (1999) - « Best Boys » (1999)                                                                     | ABC          |
| Love in the 21st Century        | - « Reproduction » (1999) | Channel 4    |
| The Secret World of Michael Fry | - 2 épisodes (2000) | Channel 4    |
| Best of Both Worlds             | - 3 épisodes (2001) | BBC One      |
| Clocking Off                    | - 13 épisodes (2000–2002) | BBC One      |
| Linda Green                     | - 7 épisodes (2001–2002) | BBC One      |
| Tomorrow La Scala!              | - Long-métrage coécrit avec Francesca Joseph, 2002 | N/A          |
| Jeux de pouvoir                 | - 6 épisodes (2003) | BBC One      |
| Alibi                           | - Téléfilm (2003) | ITV          |
| Shameless                       | - 130 épisodes (2004–2013) | Channel 4    |
| Mrs In-Betweeny                 | - Téléfilm (2008) | BBC Three    |
| Exile                           | - 3 épisodes (2011) | BBC One      |
| Hit & Miss                      | - 6 épisodes (2012) | Sky Atlantic |
| Twenty8k                        | - Long métrage coécrit avec Jimmy Dowdall, 2012 | N/A          |
| No Offence                      | - 8 épisodes (2015) | Channel 4    |

## Récompenses & nominations
| 1993 | Writers' Guild of Great Britain Award | Coronation Street         | Série dramatique originale de la télévision (avec Martin Allen, Ken Blakeson, Frank Cottrell Boyce, Tom Elliott, Barry Hill, Stephen Mallatratt, Julian Roach, Adele Rose, Patrea Smallacombe, John Stevenson, Peter Whalley, Mark Wadlow et Phil Woods) |
| 1995 | British Academy Television Awards     | Cracker                   | Meilleure série dramatique |
| 1996 | Writers' Guild of Great Britain Award | Cracker                   | Série dramatique originale de la télévision (avec Jimmy McGovern) |
| 1998 | Edgar Allan Poe Awards                | Cracker : « White Ghost » | Meilleur long-métrage ou mini-série |
| 1998 | British Academy Television Awards     | Touching Evil             | Meilleure série dramatique (avec Jane Featherstone) |
| 1998 | Royal Television Society Awards       | Touching Evil             | Meilleur scénariste |
| 1998 | Royal Television Society Awards       | Reckless                  | Meilleur scénariste |
| 2001 | Royal Television Society Awards       | Clocking Off              | Meilleur scénariste |
| 2001 | British Academy Television Awards     | Clocking Off              | meilleure série dramatique (avec Nicola Shindler et Ann Harrison-Baxter) |
| 2002 | TRIC Awards                           | Linda Green               | Comédie (avec Beryl Richards and Matthew Bird) |
| 2002 | British Academy Television Awards     | Clocking Off              | Meilleure série dramatique (avec Nicola Shindler et Juliet Charlesworth) |
| 2003 | British Academy Television Awards     | Clocking Off              | Meilleure série dramatique (avec Nicola Shindler et Juliet Charlesworth) |
| 2003 | British Academy Television Awards     | State of Play             | Meilleure série dramatique (avec David Yates et Hilary Bevan Jones) |
| 2004 | British Academy Television Awards     | Shameless                 | Dennis Potter Award |
| 2004 | Broadcasting Press Guild Awards       | Shameless                 | Prix du scénariste |
| 2004 | Prix Italia                           | Shameless                 | Drame télévisés - Séries et feuilletons (avec Mark Mylod, Dearbhla Walsh et Jonny Campbell) |
| 2004 | Golden Nymph                          | State of Play             | Meilleur scénario de mini-série |
| 2005 | Broadcasting Press Guild Awards       | State of Play             | Prix du scénariste |
| 2005 | Edgar Allan Poe Awards                | State of Play             | Meilleur long-métrage ou mini-série télévisée |
| 2005 | Primetime Emmy Awards                 | The Girl in the Café      | Outstanding Made for Television Movie (avec Richard Curtis et Hilary Bevan Jones) |
| 2005 | British Comedy Awards                 | Shameless                 | Meilleure comédie dramatique de la télévision |
| 2005 | Royal Television Society Awards       | Shameless                 | Meilleur scénariste |
| 2006 | Royal Television Society Awards       | Shameless                 | Meilleur scénariste |
| 2006 | Banff Rockie Award                    | Shameless                 | Meilleure série durable |
| 2007 | Royal Television Society Awards       | Instinct                  | Meilleure série dramatique (avec Terry McDonough, Paul Frift et Hilary Bevan Jones) |
| 2008 | TRIC Awards                           | Shameless                 | Programme dramatique télévisé |
| 2009 | British Academy Television Awards     | Shameless                 | Meilleure série dramatique (avec George Faber, John Griffin et Johann Knobel) |
| 2009 | TV Quick Awards                       | Shameless                 | Meilleure série dramatique |
| 2010 | TV Quick Awards                       | Shameless                 | Meilleure série dramatique |
| 2010 | TRIC Awards                           | Shameless                 | TV Drama Programme |
| 2011 | TV Quick Awards                       | Shameless                 | Best Drama Series |
| 2011 | National Television Awards            | Shameless                 | Meilleur drame populaire |
| 2012 | British Academy Television Awards     | Shameless                 | meilleur feuilleton et drame durable (avec George Faber, David Threlfall et Lawrence Till) |
| 2014 | OFTA Television Awards                | Shameless                 | Meilleur scénariste dans une série comique (avec John Wells, Nancy Pimental, Etan Frankel, Sheila Callaghan, Davey Holmes et Krista Vernoff) |